# レイ・ドノヴァン ザ・ムービー.
『レイ・ドノヴァン ザ・ムービー』（Ray Donovan: The Movie）は、デヴィッド・ホランダーが監督し、リーヴ・シュレイバーと共同で脚本を執筆したアメリカの犯罪ドラマのテレビ映画。本作は、2020年に最終話が放映された同名のテレビドラマシリーズの最終となる第7シーズンに続く物語が描いている。本作では、シュレイバーが演じる主人公と、それぞれエディ・マーサン、ダッシュ・ミホク、プーチ・ホールが演じる兄弟のテリー、バンチー、ダリルなどの家族との関係に焦点を当てている。
『レイ・ドノヴァン ザ・ムービー』は2022年1月14にtにShowtimeで公開された。本作は、第74回プライムタイム・エミー賞のテレビ映画部門にノミネートされた。

## あらすじ
シーズン7の最終話の出来事の後、ミッキー（ジョン・ボイト）は逃亡しており、レイ（リーヴ・シュレイバー）はミッキーが家族や友人にさらなる被害を与える前に彼を見つけて止めようと決意している。

## キャスト
※カッコ内は日本語吹き替え
レイモンド（レイ）・ドノヴァン
演 - リーヴ・シュレイバー（東地宏樹）、若い頃 - クリス・グレイ
テレンス（テリー）・ドノヴァン
演 - エディ・マーサン（坂東尚樹）
ブレンダン（バンチー）・ドノヴァン
演 - ダッシュ・マイホック（宮内敦士）
ダリル
演 - プーチ・ホール（竹内栄治）
ブリジット・ドノヴァン
演 - ケリス・ドーシー（北原沙弥香）
リーナ
演 - キャサリン・メーニッヒ（鷄冠井美智子）
モリー・サリヴァン
演 - ケリー・コンドン
ミッキー・ドノヴァン
演 - ジョン・ヴォイト（樋浦勉）、若い頃 - ビル・ヘック
ケヴィン・サリヴァン
演 - ジョシュ・ハミルトン
ジェイコブ・スミス（スミティ）
演 - グレアム・ロジャース
テレサ・ドノヴァン
演 - アリッサ・ディアス
マッティ・ギャロウェイ
演 - デヴィッド・パトリック・ケリー
若いジム・サリヴァン
演 - オースティン・エベール
若いアビー
演 - アマンダ・ミシェルカ
若いショーン・ウォーカー
演 - クリス・ペトロフスキ
アーサー・アミオット医師
演 - アラン・アルダ

## 製作
2020年、Showtimeは突如として『レイ・ドノヴァン ザ・フィクサー』をシーズン7でシリーズを終了させると発表した。最終シーズンが多くの疑問を残したことを受け、ファンは続編の制作を嘆願した。2020年2月12日、リーヴ・シュレイバーは自身のインスタグラムに「皆さんの声が届いたようです。どのように、いつ製作するかはまだ分かりませんが、少しの幸運と皆さんの継続的なサポートがあれば、『レイ・ドノヴァン』の続編が制作されるでしょう。」と投稿した。2021年に続編のテレビ映画制作が発表された後、Showtimeのエンターテインメント部門社長であるゲイリー・レヴィンは、観客は映画の結末に満足するだろうと述べ、「ファンの声は届いており、私たちは観客の声に応えています。この2時間のレイ・ドノヴァン映画は、その結末をより円満なものにするのに大いに役立つと思います。」と認めた。
主要なパートの撮影は2021年5月に開始され、ニューヨーク州、コネチカット州、マサチューセッツ州で行われ、数ヶ月で完了した。

## 評価
ケリス・ドーシーは2022年1月15日までのTVLineの「今週の演技者」で佳作に選ばれた。

### 批評家の反応
レビュー収集サイトのRotten Tomatoesでは、16人の批評家のレビューのうちの81%が肯定的で、平均評価は10点満点中6.4点となっている。同サイトのコンセンサスは「『レイ・ドノヴァン ザ・ムービー』は、正式なファイナルシーズンが達成できたであろう全てを成し遂げたわけではないが、それでもフィクサーの家族の苦悩を描いたプロローグとエピローグの満足のいく作品である」となっている。

### 受賞とノミネート
| 年   | 賞                               | カテゴリー                                           | 対象 | 結果       | Ref.   |
| ---- | -------------------------------- | ---------------------------------------------------- | --- | ---------- | ------ |
| 2022 | ハリウッド批評家協会テレビ賞     | 最優秀放送ネットワークまたはケーブル実写テレビ映画賞 | 『レイ・ドノヴァン ザ・ムービー』 | ノミネート | [ 14 ] |
| 2022 | 第74回プライムタイム・エミー賞   | テレビ映画部門                                       | デヴィッド・ホランダー、リーヴ・シュレイバー、マーク・ゴードン、ブライアン・ツリフ、ルー・フサーロ、ジェイソン・ワインバーグ、ジョン・H・ラドゥロヴィッチ | ノミネート | [ 15 ] |
| 2023 | クリティクス・チョイス・アワード | テレビ映画作品賞                                     | 『レイ・ドノヴァン ザ・ムービー』 | ノミネート | [ 16 ] |